# Надпись из Прюфенинга

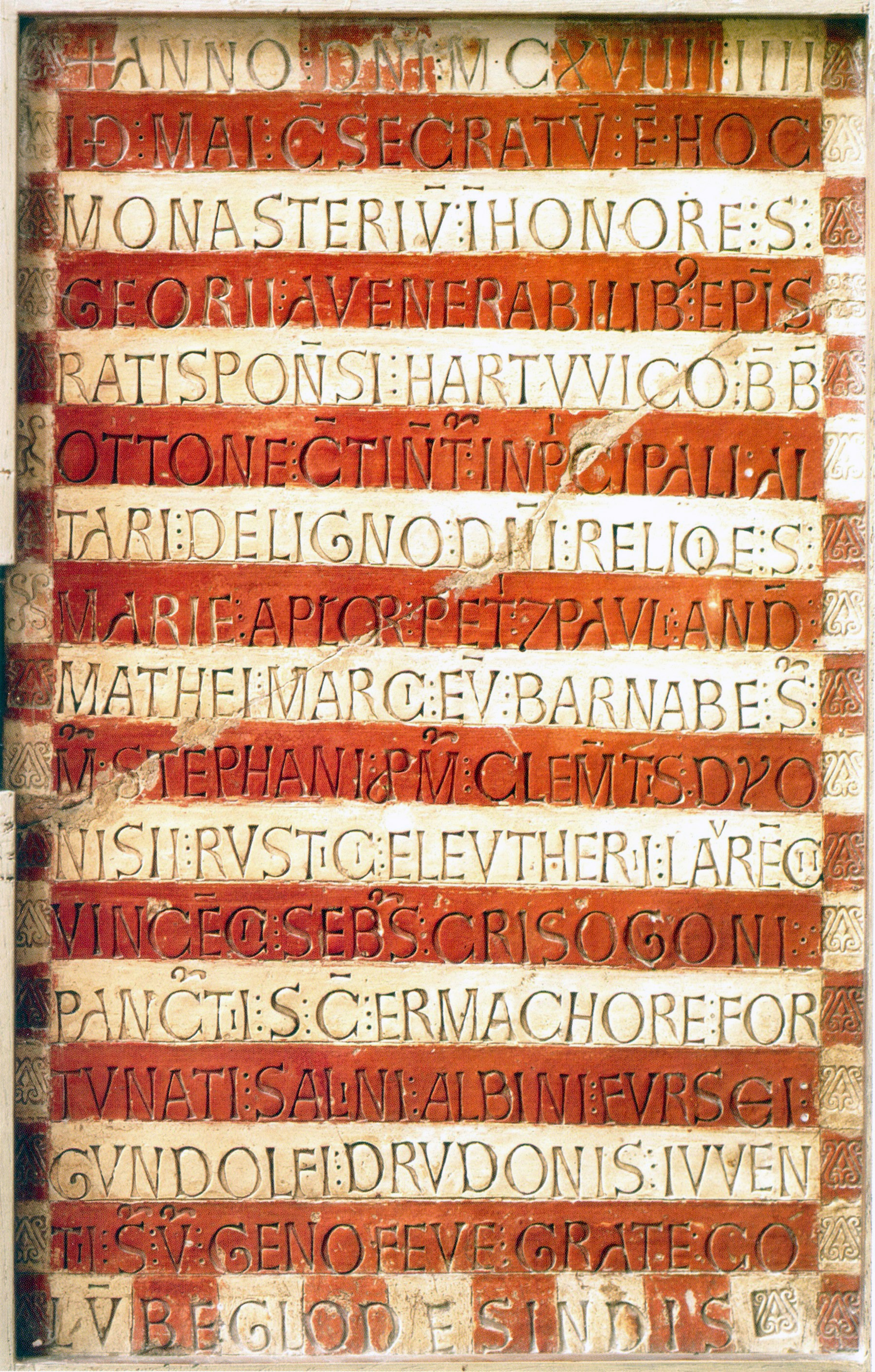
Prüfeninger Weiheinschrift. Ihr Text wurde mittels Einbuchstabenstempel geschaffen.

Надпись из Прюфенинга — запись 1119 года об основании церкви, созданная за почти триста лет до Гутенберга по типографскому принципу. Надпись находится в монастыре Прюфенинг близ Регенсбурга (Бавария).

## Описание
Латинская надпись из монастыря Прюфенинг, бывшего бенедиктинского аббатства; содержит сообщение епископов Хартвига Регенсбургского и Отто Бамбергского об основании церкви в честь Святого Георгия. Глиняная табличка с надписью вделана в церковный пилон. В тексте указана дата освящения церкви, по которой датируется и сама надпись — MCXVIIII (1119). На панель из обожжённой глины краской нанесены полосы красного и белого цветов, в нескольких местах имеются трещины. Её размеры — ширина — 26 см, высота — 41 см, толщина — 3 см. Шрифт надписи — это классическое римское капитальное письмо, изображение букв — углублённое. Некоторые буквы имеют заметное отклонение вправо или влево относительно вертикальной оси. Копии пластины находятся в нескольких немецких музеях, в том числе в Музее Гутенберга в Майнце.
Необычно чёткий отпечаток букв привёл эпиграфиков к предположению, что буквы не выцарапывались вручную на глине. Полиграфический характер надписи однозначно был подтверждён в систематическом исследовании текста наборщиком и лингвистом Гербертом Брекле. Речь идет о ранней форме книгопечатания, которая применялась уже при создании Фестского диска: 17-строчный текст был выдавлен с помощью отдельных литер (вероятно, вырезанных из дерева) в ещё мягкую глину, причём для каждой буквы, которая появлялась в надписи более одного раза, использовался один и тот же штемпель. Вместе с тем важный полиграфический критерий выполнен: многократное применение литер для создания текста. При этом несущественно, что надпись в Прюфенинге создана на глиняной плите, а не — как позже делал Гутенберг — отпечатана на бумаге, так как определяющим является критерий тождества типа (все появляющиеся в тексте формы буквы должны оказываться соответственно экземплярами [«маркёрами»] одной и той же литеры, которая представляет собой зеркально перевёрнутую букву), а не техническое исполнение или материал.
Надпись из Прюфенинга не единственный пример текста, выполненного на глиняной плите в этой местности. Около монастыря был обнаружен фрагмент другой аналогичной надписи.

## Содержание
Надпись, выполненная на латинском языке:
+ Anno domini MCXVIIII, IIII idus mai, consecratum est hoc monasterium in honore sancti Georgii a venerabilibus episcopis Ratisponensi Hartwico Bambergensi Ottone. Continentur in prinicipali altari de ligno Domini; reliquiae sanctae Mariae; apostolorum Petri et Pauli, Andreae; Mathei, Marci, evangelistarum; Barnabae; sanctorum martyrum Stephani, protomartyris, Clementis, Dionysii, Rustici, Eleutherii, Laurentii, Vincentii, Sebastiani, Crisogoni, Pancratii; sanctorum confessorum Ermachorae, Fortunati, Salini, Albini, Fursei, Gundolfi, Drudonis, Juventii; sanctarum virginum Genofevae, Gratae, Columbae, Glodesindis.
Перевод:
В год господень 1119, в четвёртые иды мая в этом монастыре была освящена в честь святого Георгия почтенными епископами — Регенсбурга Хартвигом и Бамберга Отто. В главном алтаре реликвии: древо Креста Господня, мощи святой Марии, апостолов Петра, Павла и Андрея, евангелистов Матфея, Марка; святого мученика Варнавы, мученика Стефана, первомучеников Климента, Дионисия, Рустика, Елевферия, Лаврентия, Винцента, Себастьяна, Хрисогона, Панкратия; святых исповедников Эрмахора, Фортуната, Салина, Альбина, Фурсея, Гундольфа, Друдона, Ювентина, святых дев Женевьевы, Граты, Колумбы, Глодесинды.

## Другие средневековые надписи, выполненные с помощью подвижных литер
В соборе итальянского города Чивидале-дель-Фриули хранится алтарный образ архиепископа Аквилеи Пилгрима II (ок. 1200), латинская надпись которого выбивалась с помощью отдельных литер. Наряду со штамповкой и чеканкой известна еще одна полиграфическая техника средневековья: в разрушенном в настоящее время Аббатстве Чертси в Англии обнаружились остатки надписи на мостовой XIII века, составленной из отдельных кирпичей с изображением букв, как в игре скрэббл. Из сохранившихся документов известно, что подобные надписи были в монастыре Цинна (около Берлина) и в монастыре Адюарв и монастыре Адюар (у Гронингена).